# Mitchel van den Brink
Pour les articles homonymes, voir van den Brink.
Pas d'image ? Cliquez ici
Mitchel van den Brink, né le 14 janvier 2002, est un pilote de rallye-raid néerlandais, spécialiste des courses de camions. Depuis 2019, il participe chaque année au rallye Dakar dont il termine troisième en 2024 puis deuxième en 2025.
Son père Martin est également pilote camion sur le rallye Dakar depuis 2009.

## Biographie
Au rallye Dakar 2023, Mitchel van den Brink remporte la 6e étape à huit jours de ces vingt-et-un ans, devenant le plus jeune vainqueur d'étape dans la catégorie camions de l'histoire du Dakar, et confirme l'année suivante en remportant la 8e étape.

## Palmarès

### Résultats au Rallye Dakar
| Année | Catégorie | Poste                              | Marque  | Position          | Victoires d'étapes |
| ----- | --------- | ---------------------------------- | ------- | ----------------- | ------------------ |
| 2019  | Camion    | Mécanicien de Martin van den Brink | Renault | Abd. (3éme étape) | -                  |
| 2020  | Camion    | Mécanicien de Martin van den Brink | Renault | 23e               | -                  |
| 2021  | Camion    | Pilote                             | Volvo   | 19e               | -                  |
| 2022  | Camion    | Pilote                             | Iveco   | 10e               | -                  |
| 2023  | Camion    | Pilote                             | Iveco   | 4e                | 1                  |
| 2024  | Camion    | Pilote                             | Iveco   | 3e                | 1                  |
| 2025  | Camion    | Pilote                             | Iveco   | 2e                | 3                  |